# Lee-Test
Der Lee-Test oder Sprachverzögerungstest ist eine audiometrische Methode  der Hals-Nasen-Ohrenheilkunde, mit der die Simulation einer beidseitigen Taubheit oder Schwerhörigkeit aufgedeckt werden kann. Der Test beruht auf einer künstlich hervorgerufenen Störung der akustischen Kontrolle, mit der ein Sprechender das Gesprochene überprüft.
Die Grundlagen des Tests wurden von Bernard S. Lee im Jahre 1950 beschrieben.

## Untersuchungsvorgang
Der Untersuchte liest einen Text vor, der viele Doppelsilben enthält (Trotz Haltetau taumelten sie in den Ententümpel). Das Gesprochene wird aufgenommen und mit einer kurzen Verzögerung (75–300 ms) über Kopfhörer wieder dem Sprecher als Echo vorgespielt. Der Normalhörende wird hierdurch in seinem Redefluss meist erheblich gestört, einzelne Wortteile werden z. B. wiederholt oder falsch gesprochen.
Bei Taubheit oder Schwerhörigkeit tritt dieser Effekt nicht oder nur bei hoher Lautstärke ein. Allerdings darf nur das positive Ergebnis, also die offensichtliche Störung des Sprachflusses, gewertet werden, da es Sprachgeübten manchmal dennoch gelingt, trotz der Störung des Regelkreises weiter korrekt vorzulesen.
Die beim Test beobachtete Störung wird als Lee-Phänomen bezeichnet.

## Lee-Phänomen und Redeflussstörung
Bei Stotterern hat die beschriebene verzögerte Sprachrückkopplung den paradoxen Effekt, dass der Redefluss gebessert wird. Dies wird diagnostisch zur Unterscheidung von Stottern und Stammeln verwendet. Die Industrie bietet zur Stottertherapie sogenannte Sprechmanager an, die wie ein Hörgerät getragen werden und eine konstante Sprachrückkopplung produzieren. Die Geräte helfen einigen Stotterern, andere hingegen fühlen sich erheblich gestört.